# 姜名武
姜名武（？—1642年），字我扬，保德州（今山西省保德县）人，明朝末年将领。

## 生平
天启二年（1622年）考中武进士，被授予大同威远守备一职。崇祯初年，升任大水峪游击。因修筑杏山城有功，调任宣府西城参将，击杀大盗王科。后移守宣府右卫，升任通州副总兵。因护卫皇陵有功，以原官身份掌管保定总督杨文岳的中军，兼任忠勇营团练事务。崇祯十五年（1642年），李自成加紧围攻开封，姜名武跟随杨文岳前往救援。当时屯驻在朱仙镇的各路军队有十余万，其中左良玉的兵力最强。一天夜里，左良玉的军队突然喧哗作乱，冲击其他军营，各营惊慌溃散。左良玉的军队趁机在混乱中劫掠各营的马骡离去，于是各路军队纷纷奔逃，唯独姜名武一军坚守营垒不动。黎明时分，李自成大军赶到，姜名武率领部下浴血奋战，杀死数百人，最终力竭被俘。他大骂变民军，被处以磔刑而死。朝廷追赠他为特进荣禄大夫、右都督，恩荫外卫世袭总旗。他的儿子援引王来聘、甄奇杰的旧例，请求追赠姜名武为特进光禄大夫、左都督，世袭锦衣百户。奏疏呈上后，过了一个月，北京就被李自成攻陷了，这件事最终没有施行。